# Nattvardskärl

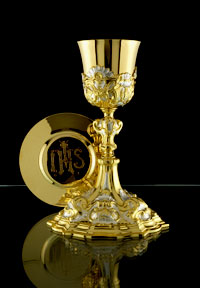
Nattvardskärl: kalk av 1600-talstyp och, lutad mot väggen, en paten med graverat Kristusmonogram.

Nattvardskärl kallas de kärl som används för förvaring, presentation och utdelning av brödet och vinet vid nattvarden. Materialet är av tradition ädelmetall, men numera används även enklare material.
Nattvardskärl i de västliga kyrkorna, katolska och protestantiska kyrkorna består av:
- fatet för brödet, paten för distribution av det konsekrerade brödet
- nattvardsbägaren, kalk för distribution av det konsekrerade vinet
- oblatask för förvaring av okonsekrerade oblater
- vinkanna för förvaring av okonsekrerat vin

Dessutom förekommer
- vattenkaraff, med vars vatten man späder ut vinet och sköljer kalken efter distributionen av nattvarden
- sakramentsskrin (ciborium) för förvaring av de konsekrerade oblaterna för senare bruk
- sked för utdelning av nattvarden till specialgrupper (t.ex. handikappade)
- särkalkar i några kyrkor, används t.ex. i Finlands evangelisk-lutherska kyrkan och i Danska folkkyrkan. [1]

TIllsammans med nattvardskärlen används olika textilier: 
- palla, en hård kvadratisk skiva överklädd med vitt linne, som läggs ovanpå patenen för att täcka brödet och få kalkduken att falla ner på ett vackert sätt
- bursa, fyrkantig fodralliknande väska i liturgiska färg, där corporalet förvaras då det ej används
- kalkduk (velum) duk i liturgisk färg för täckande av kalken och patenen
- corporale, liten, kvadratisk vit linneduk, på vilket läggs de nattvardselement som skall konsekreras ,
- torkduk (purificatorium) av linne som läggs ovanpå kalken för att täcka vinet, den används även för att torka kalken ren. [2][3]

## Brödet
Brödet, som kallas oblat, förvaras i ett ciborium, det vill säga en oblatask (ett skrin med lock) (i äldre tid en behållare med toppigt lock, numera ofta på hög fot) eller i små dosor som kallas pyxis. Dessa används när prästen tar med sig oblater för att ge nattvard till församlingsmedlemmar som inte kan ta sig till kyrkan. Oblaten delas ut från ett fat som i den västliga kyrkan kallas paten. Ordet kommer från latinets patina som betyder tallrik. Ciborium förekommer numera även i Svenska kyrkan och övriga lutherska kyrkor.

## Vinet
Nattvardskalken, calix, är det viktigaste föremålet bland nattvardskärlen. Den hade ursprungligen formen av en dryckesskål med cirkelrund cuppa, samt två hänklar vilka dock med tiden försvann. Foten försågs senare med en ansvällning, nod för handen.
Under 300-talet började nattvardsvinet undanhållas menigheten, något som slutligen bekräftades vid Fjärde Laterankonciliet 1215. Kalken som tidigare varit låg, vid och rymlig blev nu mindre, och på 500-talet fick kalken få en rik utsmyckning med förgyllning, emaljer, ädelstenar med mera. Dekoren nådde sin höjdpunkt under gotiken – under renässansen blev nattvardskalken åter enklare.
I protestantiska kyrkor där menigheten började få mottaga även nattvardsvinet gjordes cuppan under 1500-talet större. Ibland placerades rör i cuppan för varje nattvardsbesökare. Enmanskalkar eller särkalkar avsedda endast för en person har även brukats i modern tid.

## Nattvardskärl i de ortodoxa kyrkorna

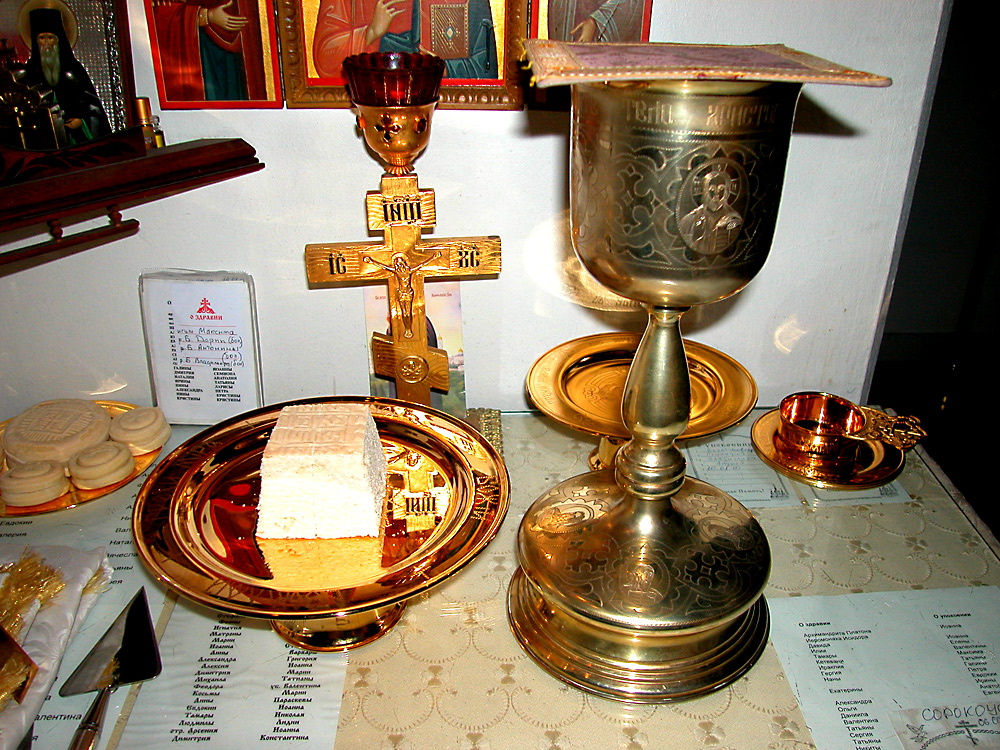
Nattvardskärl i en ortodox kyrka. Diskos och kalk i mitten, till vänster lans och till höger en vinskål.

Nattvardskärl i de ortodoxa och orientaliska kyrkorna skiljer sig i viss mån från de västliga kyrkornas nattvardskärl. 
Viktigaste av de här kärlen är:
- kalk, nattvardsbägare
- diskos, (det kärl, på vilket nattvardsbrödet vilar under liturgin. Diskos är vanligtvis försedd med en fot och skiljer sig på så sätt från patenen, som används i andra kyrkor)
- sked, (före kommunionen lägger prästen det konsekrerade brödet, Lammet, ned i kalken. De troende får motta gåvorna från skeden)
- spjut eller lans, (nattvardsbrödet sönderdelas med en spjutliknande kniv)
- tabernakel, artoforion, (en ask, ofta kyrkliknande, som står på altarbordet, och i den bevaras det konsekrerade brödet för sjukkommunion)[8]